# Étienne Lenoir
Jean Joseph Étienne Lenoir (12. ledna 1822, Mussy-la-Ville, Lucembursko, po roce 1839 Belgie – 7. srpna 1900, La Varenne u Paříže, Francie) byl francouzský vynálezce a obchodník belgického původu. Během svého života podal k patentování 80 svých vynálezů, z nichž nejznámějším je první úspěšný stacionární plynový spalovací motor.
Lenoir počátkem 50. let 19. století emigroval do Francie, usídlil se v Paříži. Později získal francouzské státní občanství.
První motor na svítiplyn vyvíjel v průběhu roku 1859, patent na něj získal 10. listopadu tohoto roku. 23. ledna 1860 jej představil asi dvacetičlennému obecenstvu. V tomto roce se také začal zabývat stavbou vozu s tímto motorem, vůz měl zásobu stlačeného plynu v nádrži. O tři roky později vykonal Lenoir s tímto vozem první jízdu na trase Paříž–Joinville-le-Pont a zpátky. Trasu o délce 18 kilometrů zvládl jeho vůz údajně za tři hodiny.  V roce 1866 postavil Lenoir loď poháněnou plynovým motorem. Celkem vyrobil přes 400 exemplářů tohoto motoru. Plány k motoru prodal mimo jiné i německému vynálezci Nikolausi Ottovi, který jeho původní dvoutaktní motor nejprve vylepšoval a jím inspirován později vyrobil i první čtyřtaktní spalovací motor.
Lenoir byl rytířem Řádu čestné legie (Chevalier de la Légion d’Honneur). Pohřben je na hřbitově Père-Lachaise.

## Externí odkazy

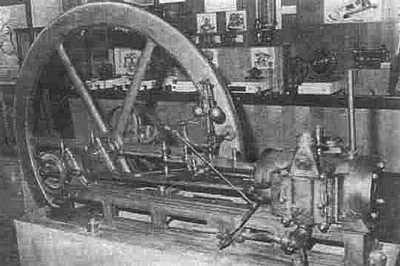
Lenoirův motor v Muzeu umění a řemesel v Paříži